# Valencia (Kolumbia)
Valencia – miasto w Kolumbii, w departamencie Córdoba.